# 滑川市立東部小学校
滑川市立東部小学校（なめりかわしりつ とうぶしょうがっこう）は富山県滑川市にある公立小学校。

## 概要
当校は、かつての滑川市立早月加積小学校が1967年4月29日に全焼したことや、滑川市立浜加積小学校が1909年築と当時市内最古の学校建築であったこと、そして児童数の減少というのがきっかけで設立された小学校である。

## 沿革
- 1968年11月9日 - 着工[5]。
- 1969年 - 滑川市立浜加積小学校と滑川市立早月加積小学校が統合し滑川市立東部小学校となる[6]。開校当初は浜加積教場と早月加積教場に分かれていたが[7]、同年7月31日に鉄筋コンクリート造3階建ての校舎が竣工し、同年9月16日に竣工式が挙行される[5]。
- 1970年9月 - 同年5月より着工していた体育館竣工（重量鉄骨一部鉄筋コンクリート造、屋根はゲビオン構造、建物面積660.4m2）[8]。

## 通学区域
坪川の一部、高塚、曲渕、荒俣、二ツ破、藤栄、浜四ツ屋、中野島、北野、北野新町、荒俣新町、荒俣西町、有磯、高塚新町、高塚寿町、四ツ屋、笠木、吉浦、三ケ、大掛、大窪、大島、中村、栗山、追分、高塚曙町

## 進学先
- 滑川市立早月中学校